# 雷沃德 (加利福尼亞州克恩縣)
雷沃德（英語：Reward）是位於美國加利福尼亞州克恩縣的一個非建制地區。該地的面積和人口皆未知。

## 地理
雷沃德的座標為35°19′21″N 119°40′45″W / 35.32250°N 119.67917°W，而該地的平均海拔高度為389米（即1276英尺）。